# Hapoel Galil Elyon
El Hapoel Galil Elyon fue un equipo de baloncesto Israelí que jugaba en la ciudad de Kfar Blum, en la Ligat Winner, la primera competición de baloncesto de su país. Disputaba sus partidos en el pabellón Heihal HaPais, con capacidad para 2200 espectadores. El club se fusionó en 2008 con el Hapoel Gilboa, dando lugar a un nuevo equipo, el Hapoel Gilboa Galil Elyon.

## Historia
El club se fundó en 1978. En 1993, con Pini Gershon como entrenador, consiguieron ganar el título de liga, siendo el primer club que no tuviera su sede en Tel Aviv en conseguirlo, poniendo fin a una racha de 23 torneos seguidos copnseguidos por el Maccabi Tel Aviv. También han conseguido ganar en dos ocasiones la Copa de Israel.

## Palmarés
- Liga de Iasrael
  - Campeón 1993
  - Finalista 1990, 1995
- Copa de Israel
  - Campeón 1988, 1992
  - Finalista 1987, 1990, 1998

## Jugadores destacados
- Rimantas Kaukenas
- Chester Simmons
- Sam Hoskin
- Jamie Arnold
- Jawad Williams
- Nadav Henefeld
- Omri Casspi
- Yogev Ohayon
- Doron Sheffer
- Sharon Shason
- Lior Eliyahu